# Agapostemon melliventris
Agapostemon melliventris är en biart som beskrevs av Cresson 1874. Agapostemon melliventris ingår i släktet Agapostemon och familjen vägbin. Inga underarter finns listade i Catalogue of Life.

## Bildgalleri

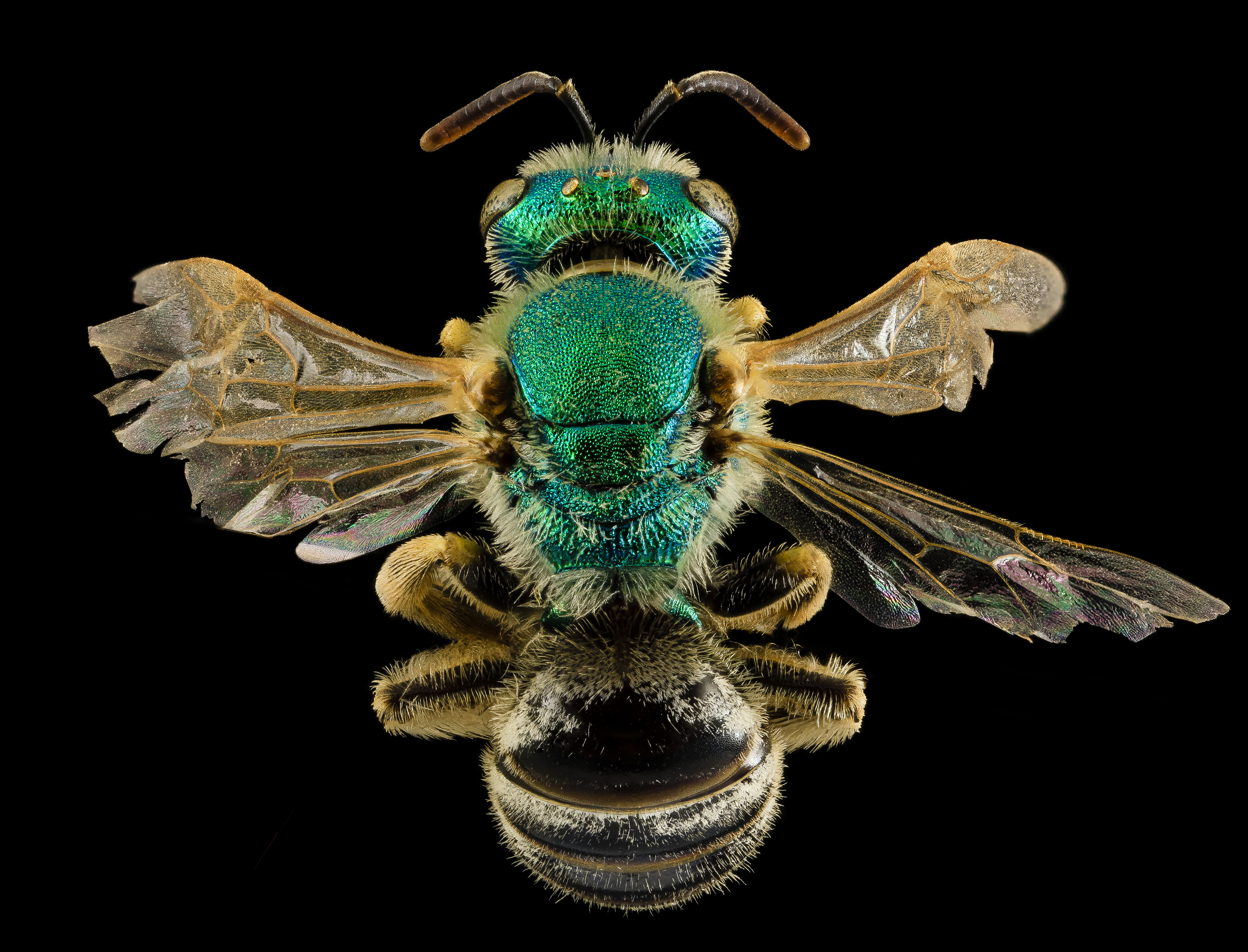
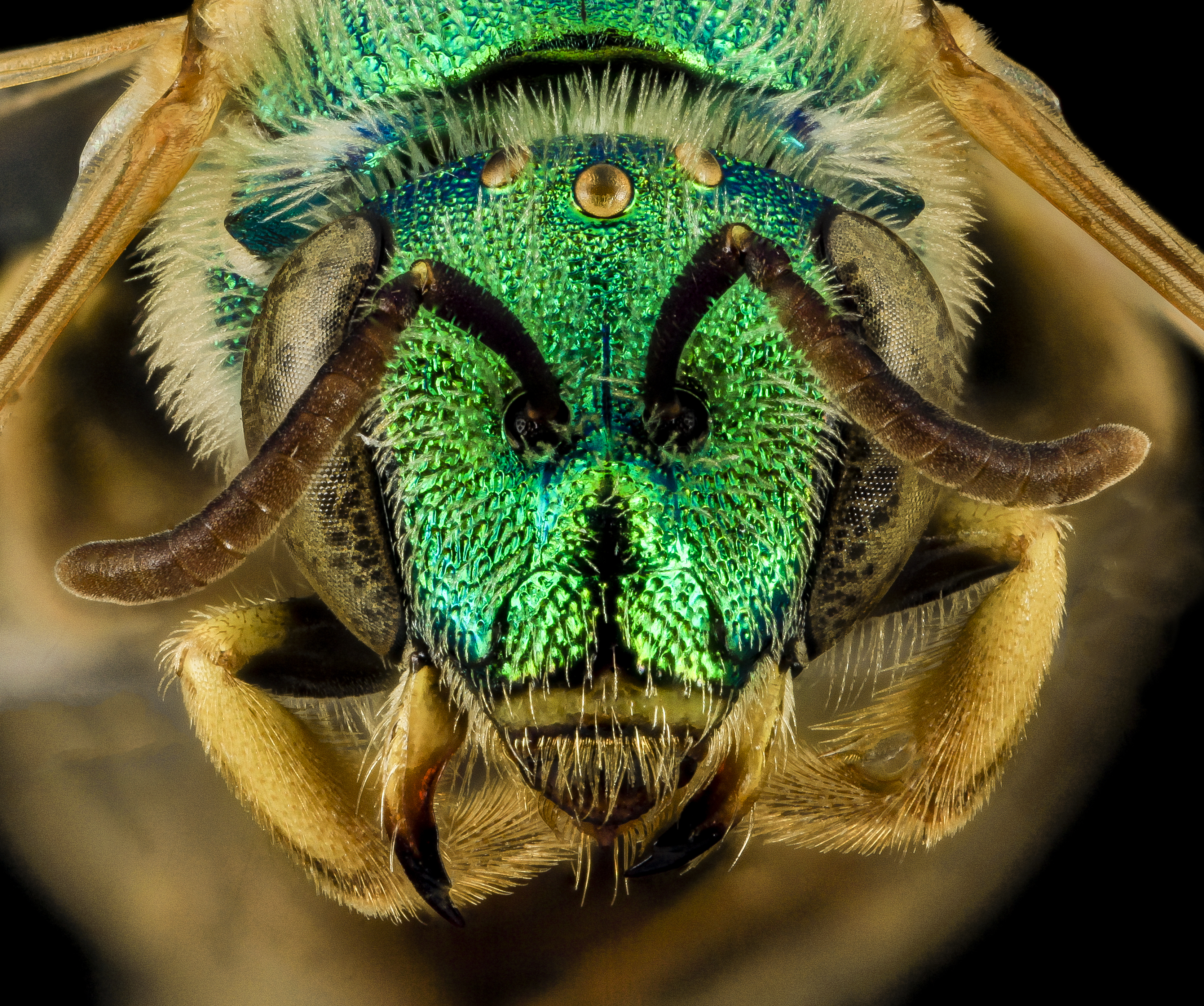